# GetYourGuide
GetYourGuide es una plataforma online alemana de actividades turísticas. Con sede en Berlín, la empresa vende tours, excursiones, entradas a atracciones turísticas y otras actividades. Ofrece más de 100.000 productos en todo el mundo de más de 20.000 socios proveedores.

## Historia
La idea de GetYourGuide fue concebida en 2007 por los cofundadores Johannes Reck, Tao Tao, Martin Sieber y Tobias Rein, quienes eran compañeros de clase en la Escuela Politécnica Federal de Zúrich. Cuando viajaron a Pekín, les resultó difícil orientarse como turistas en una ciudad extranjera. Desarrollaron un plan de negocios para una plataforma de Internet peer to peer que conectaba a turistas con guías aficionados. Más tarde, el plan se amplió y perfeccionó hasta convertirse en una plataforma de reservas por Internet para tours y actividades profesionales.
La empresa fue fundada en 2008 en Zúrich por cuatro estudiantes. Inicialmente, la empresa fue financiada por amigos y familiares. Los fundadores se mudaron de Zúrich a Berlín en 2013 para recaudar capital de riesgo, pero terminaron consiguiendo gran parte de su financiación de inversores estadounidenses. GetYourGuide recaudó 170 millones de dólares estadounidenses en financiación en cuatro rondas entre 2009 y 2017. Se recaudaron otros 484 millones de dólares por parte de SoftBank Group en 2019, valorando la empresa en 1.000 millones de dólares, convirtiénse en un unicornio. Esta fue una de las rondas de financiación más grandes jamás realizadas para una startup europea. Más tarde, en junio de 2023, GetYourGuide recaudó 194 millones de dólares en capital de riesgo, valorando el negocio en aproximadamente 2 mil millones de dólares.

## Servicios
Los proveedores de experiencias o tours listan sus servicios en la plataforma y se les cobra una comisión por las ventas. Un sistema de revisión de clientes en línea permite a los clientes potenciales evaluar la calidad de los proveedores de viajes. Además, GetYourGuide elimina de su página a los proveedores que reciben constantemente malas críticas. En agosto de 2018, GetYourGuide comenzó a vender tours bajo su propia marca. La empresa obtuvo sus datos sobre las preferencias de los clientes tras haber vendido 15 millones de tours desde su fundación hace casi una década. A partir de esa información, desarrolló criterios estandarizados sobre cómo realizar mejor una gira. Para ser etiquetado como un tour GetYourGuide, un operador debe aceptar seguir sus mejores prácticas con respecto a puntos de encuentro, procesos de registro, horarios de inicio, duración y otros factores. A cambio, el minorista enviará más clientes a la dirección del operador.